# Contone
Contone foi uma comuna da Suíça, no Cantão Tessino, com cerca de 738 habitantes. Estendia-se por uma área de 2,3 km², de densidade populacional de 321 hab/km². Confinava com as seguintes comunas: Cadenazzo, Locarno, Magadino, Rivera.
A língua oficial nesta comuna era o Italiano.

## História
Em 25 de abril de 2010, passou a formar parte da nova comuna de Gambarogno.